# マザー・グース

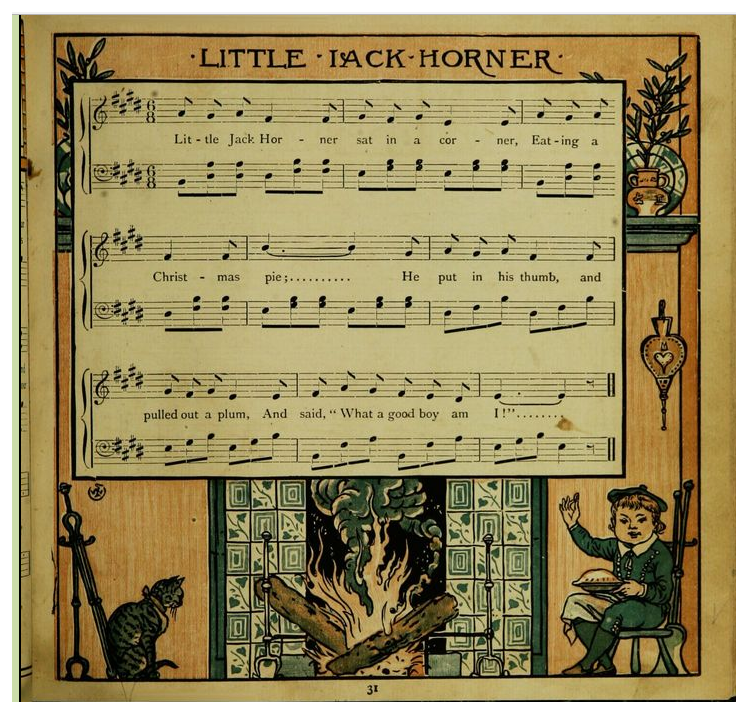
童謡「ジャック・ホーナーくん」 / 楽譜が大きなパネルのように掲げられている。ジャック・ホーナーくんは暖かな部屋で猫とくつろぎながら読者をご案内。1877年発表。書かれているメロディはオリジナル（原形）である。

マザー・グース/マザーグース (英：Mother Goose ) とは、イギリスで古くから口誦によって伝承されてきた童謡や歌謡の総称で通称。英米で広く親しまれている。元来は「マザーグースの歌（英：Mother Goose's rhymes）」といった。
著名な童謡は特に17世紀の大英帝国の植民地化政策によって世界中に広まった。現在ではイギリス発祥のものばかりでなく、アメリカ発祥のものも加わり、600から1000以上の種類があるといわれている。英米では庶民から貴族まで階級の隔てなく親しまれており、聖書やシェイクスピアと並んで英米人の教養の基礎となっているともいわれている。現代の大衆文化においてもマザーグースからの引用や言及は頻繁になされている。
なお、「童謡」全般を指す英語としては、「子供部屋の歌」を意味する「ナーサリーライム (nursery rhyme)」［ 語構成：nursery（〈家庭の〉子供部屋）+ rhyme（脚韻）］を用いるのが通例ではある。「ナーサリーライム」が新作も含む包括的語義であるのに対し、「マザーグースの歌」、略して「マザーグース」は、伝承化した童謡のみに用いられる点に違いがあると考えられる。後述するように「マザーグース」が童謡の総称として用いられるようになったのは18世紀後半からであるが、それに対して「ナーサリーライム」が童謡の総称に用いられるようになったのは1824年のスコットランドのある雑誌においてであり、「ナーサリーライム」のほうが新しい呼称である。

## 呼称の由来
英語の童謡は古くから存在したが、それらに対して "Mother Goose" という語が定着するのは18世紀後半以降である。直訳では「鵞鳥（がちょう）かあさん」とでも表現すべきこの語は、同じ意味のフランス語 "Ma Mère l'Oye（日本語音写例：マ・メール・ロワ）"の意訳語であったと考えられる。

### ペローとサンバー
1697年、フランスの詩人で作家のシャルル・ペローが8つのおとぎ話をまとめた童話集『昔ばなし(Histoires ou contes du temps passé )』をパリで出版した。それを1729年にイギリス人作家ロバート・サンバーが英訳し、"Histories, or Tales of Past Times" と題して母国に紹介した。その本の口絵（■右に画像あり）は原著の口絵（■右に画像あり）と同じ趣旨で描かれている。暖炉のある部屋で糸車を回しながら幼子と若者に昔話を語って聞かせるお婆さんの様子を表現しているのであるが、原著の口絵にある分厚い木製扉の高い位置に取り付けられている飾り板には「鵞鳥かあさんのお話」を意味する "contes de ma mère l'oye（音写例：コントゥ・ドゥ・マ・メール・ロワ、コント・ド・マ・メール・ロワ、英訳：tales of mother goose ）" というフランス語が記されており、英訳本では、この部分を同じ意味になるよう "mother goose's tales（音写例：マザー・グースィズ・テイルズ）" と言い換え、同書の副題（サブタイトル）にも採用した。のちにこのフレーズは本の表題（メインタイトル）に使われることにもなる。これが、以後 "Mother Goose" として固有名詞化してゆく英語フレーズの初出であった。後述する伝説上の人物としての Mother Goose も全き同根語である。
サンバーの英訳本は18世紀中に何度も増刷されて広く読まれている。アメリカでは世紀末の1794年になってようやく出版された。そして、こうしたことを背景に "Mother Goose" という言葉はまずはイギリスの人々に親しみをもって受け容れられ、伝承童話や童謡と結び付けられるようになっていったと考えられている。

### ニューベリー
1765年には、世界初の児童書専門出版者として名の知られたロンドンのジョン・ニューベリーによって『マザーグースのメロディ（原題：Mother Goose's Melody ）』と題する童謡集が出版され、以後、同じような童謡集や伝承童謡に対して "Mother Goose" という語を用いる慣行が普及・定着していった。

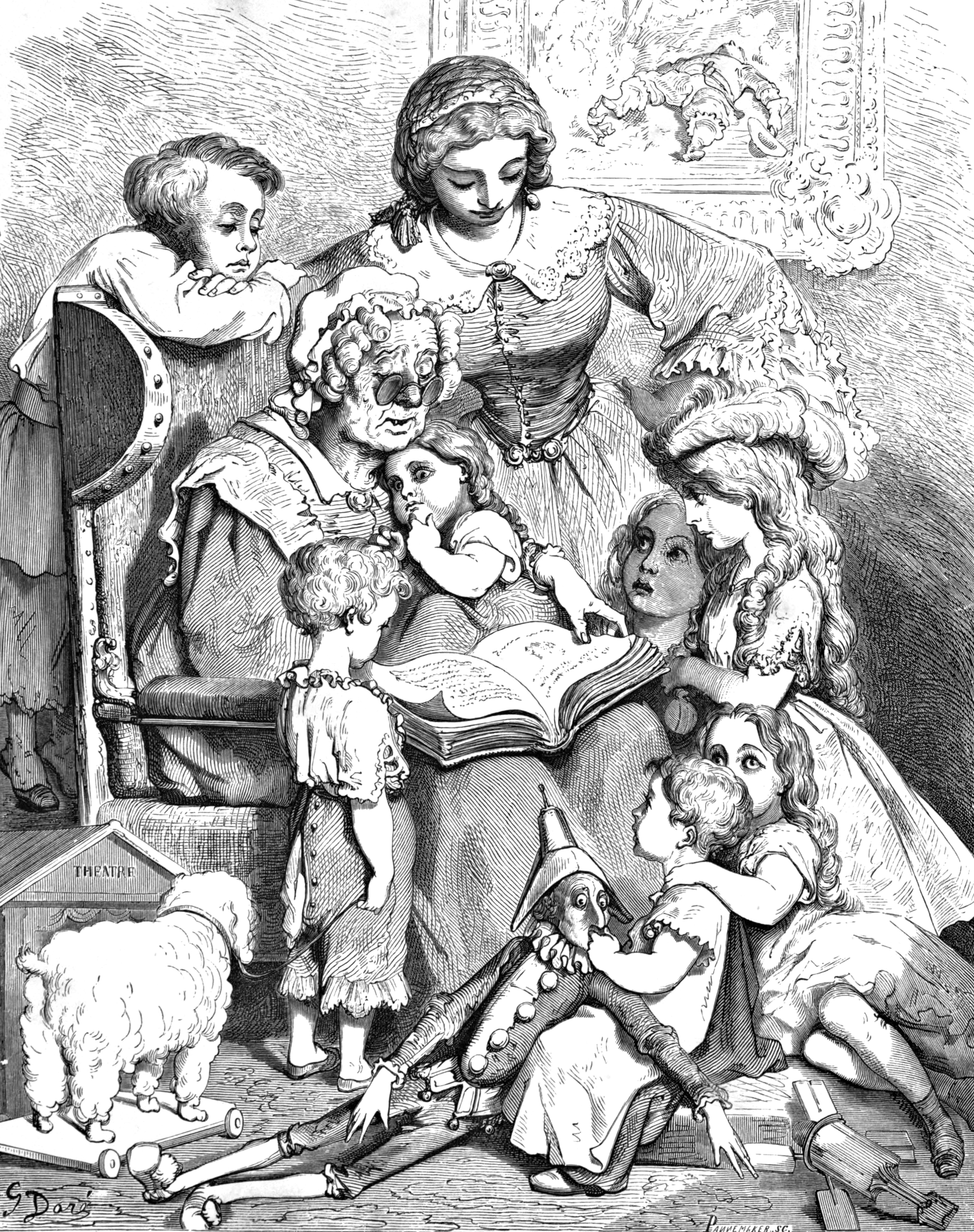
（仏語）"Illustration de ma mère l'Oye, par Gustave Doré
（英題）"Mother Goose reading written fairy tales"

### 鵞鳥とお婆さん
古来、フランスでは鵞鳥は民話や童話に頻繁に取り上げられる動物であり、また、イギリスでも家禽として重宝される動物であった。おとなしく比較的世話が楽なこの水鳥の面倒は各家庭のお婆さん（祖母やその他の老婆）の受け持ちというのが通例で、また、時間を持て余しているお婆さん（とにかく老婆）はしばしば伝承童話や童謡の担い手でもあることから、「鵞鳥」「童話・童謡」「お婆さん」という3つの要素が結び付いたものと考えられる。
つまり、言葉としては "mother（母さん）" を残したまま、"goose（鵞鳥）" が "grandma（婆さん）" を引き寄せたことで、その実、「母さん」のイメージは「婆さん」に置き換えられたということになる。
右に示した画像は、19世紀のフランス人画家ギュスターヴ・ドレがシャルル・ペローの童話集『昔ばなし』に自筆の41枚のエッチングを添えた昔ばなし "Les Contes de Perrault " 1866年エディションにおける、口絵の一つである。原語（フランス語）の呼称からは、孫たちに囲まれたお婆さんがペローの童話を読み聞かせている場面をイメージしていることが分かる。しかし、英語では「書かれたおとぎ話を読み聞かせるマザーグース」と名付けられている一図である。ここでは、いつも読み聞かせてくれるのは（わたしたちの）優しいお婆さんであり、わたしたちの優しいお婆さんはマザーグースなのである。

## マザー・グースなる人物

### 辞事典では
Mother Goose（マザー・グース）は、上述のような童謡や童謡集の伝説上の作者として紹介されることもある。英和辞典でも童謡の総称としてよりもこちらの説明を載せている例がある。例えば『英辞郎』の場合、Mother Goose を「Mother Goose's Talesを書いたとされる想像上の人物」としており、語源については「フランス語のcontes de ma mere l'oye（=tales of mother goose）の翻訳から」と説明している。そして、件の童謡の総称としての Mother Goose については、その次の説明で "Mother Goose rhyme（音写例：マザー・グース・ライム）" と呼び分けている。加えて、人名としての Goose, Mother を参照するよう促しており、つまりこれが意味するところは、Goose がファミリーネーム（家名）で Mother Goose は「グ－ス家の母」といったような二つ名（通称）ということである。
また、後述する鵞鳥に乗る魔女めいた人物を第1義に挙げる辞事典も珍しくない。その筆頭に挙げてもよい例は『ブリタニカ百科事典』であり、第1義に「架空の老女」を挙げ、続けてその特徴を説明してゆくが、内容は鵞鳥に乗って空を飛ぶ魔女のそれである。ペローに始まり、サンバー、ニューベリーと繋がる歴史的経緯については、第2義的位置付けで説明される。

### 鵞鳥に乗る魔女
伝説上の人物としてのマザー・グースは、鵞鳥（がちょう、domestic goose）もしくは家鴨（あひる）の背に乗ってどこへでも自由に飛んでゆく老婆あるいは魔女として描かれている。このような如何にも老婆で魔女めいたマザー・グースは「オールド・マザー・グース (Old Mother Goose)」と呼ばれることもある。
オールド・マザー・グースというキャラクターは、1806年、ロンドンにあるドゥルリー・レインの王立劇場「ドゥルリーレイン・シアター・ロイヤル」で初演されたトマス・ディブディン脚本によるパントマイム『ハーレクィンとマザー・グース、あるいは黄金のたまご（原題：Harlequin and Mother Goose, or The Golden Egg ）』で初めて描写され、この劇が成功したことによって定着したものである。右列に示した画像は、"Harlequin and Mother Goose, or The Golden Egg" のチャップブックとして1860年代に刊行された "Old Mother Goose and the Golden Egg" で、タイトルに冠されているのと同様、表紙にはオールド・マザー・グースの典型的イメージが大きく描かれている。
ダン・レノは、ヴィクトリア朝時代後期における大英帝国の音楽ホールを代表するコメディアンでミュージカルシアターの俳優であるが、オールド・マザー・グースとはまた違った人物としてのマザー・グースを多く演じたことでもよく知られている。
「ヨーロッパの神話伝承やフォークロアに詳しい中世フランス文学の専門家」フィリップ・ヴァルテールは、「「雁おばさん」（英語名マザー・グース）や「ペドーク女王」（雁足の女王）に代表される…「鳥女」…は、ケルトの神話伝承の要である大女神を淵源としている」と論じている（渡邉浩司・渡邉裕美子）。

### ボストンのマザー・グース

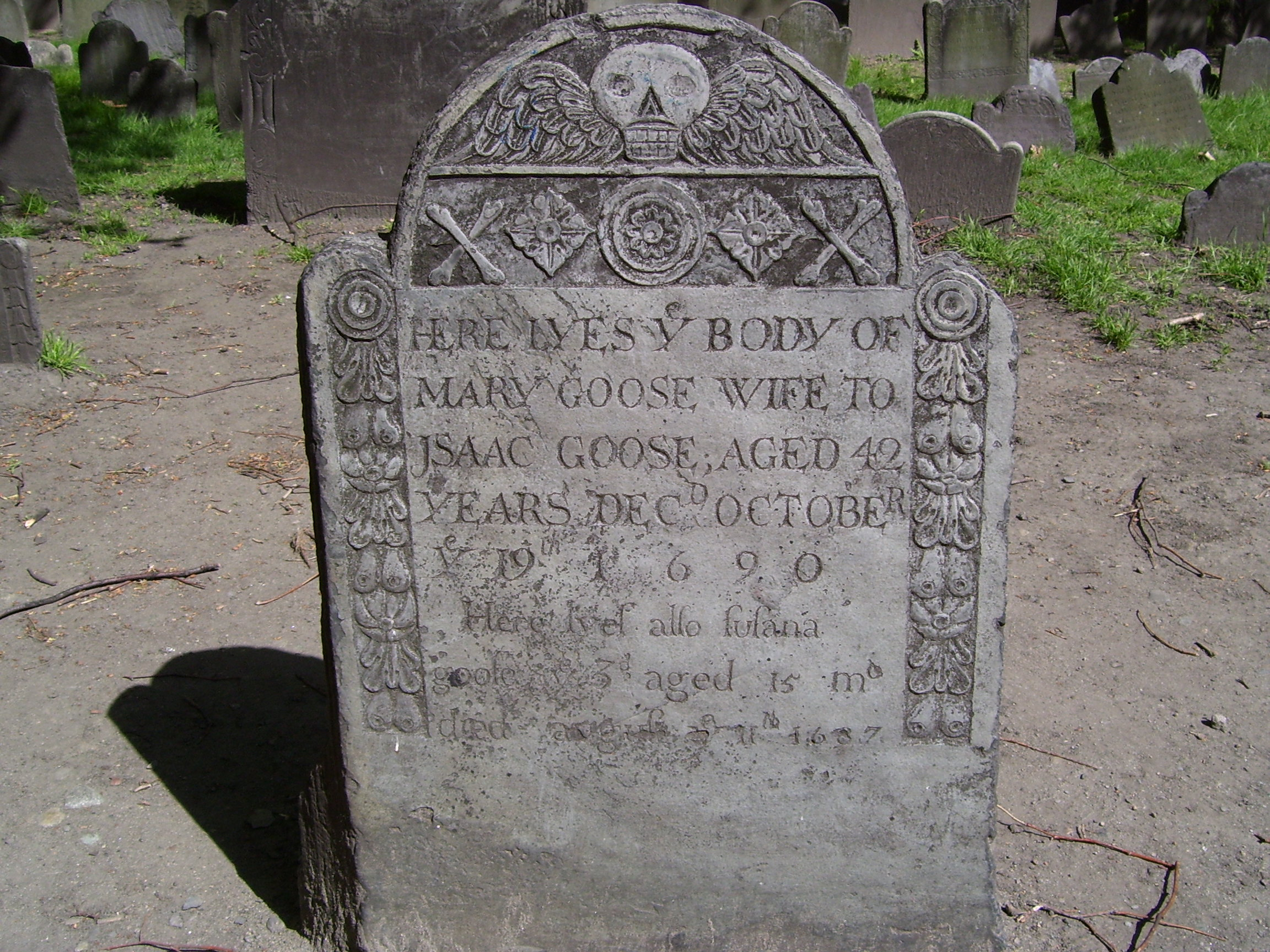
ボストンのグラナリー墓地にあるメアリー・グースの墓

一時期、アメリカでは「マザー・グースは実在するアメリカ人である」という説が広まった。その説によれば、マサチューセッツ州ボストンのチャールズタウンで1665年に生まれたエリザベス・フォスター (Elizabeth Foster) という女性がいて、1682年に17歳でアイザック・グース（Isaac Goose。家名の異説1：バーグース；Vergoose 、異説2：バーティグース；Vertigoose ）という男性の後添えとして結婚し、それ以降はエリザベス・グースを名乗ったとも、夫の家名を加えてエリザベス・フォスター・グースを名乗ったとも伝えられている。夫婦は6人の子供を儲け、4人を無事に育て上げたという。18世紀初頭になると、エリザベスは孫達に童謡を語って聞かせるお婆さんになっていた。彼女は夫に先立たれたのち、1719年に英語の童謡集『子供たちのためのマザー・グースのメロディ』という本を出版し、ここから「マザー・グース」が伝承童謡の総称として広まったというのである。1758年死去（93歳没）。この説は後述する北原白秋も自著『まざあ・ぐうす』の端書（はしがき）で事実として触れている。
1690年に42歳で亡くなったという生年不明でボストン住まいのメアリー・グース (Mary Goose) なる別の女性を挙げる異伝もあるが、メアリーの情報にはおかしな所があり、左に画像で示した墓碑銘にあるとおりの1690年に亡くなったのなら、1719年に本を出すことは叶わない。したがって、有力視されてきたのはエリザベスのほうで、メアリーに言及しない資料が多い。
しかしながら、そもそもが全て作り話であった。その事実は、エリザベスの曾孫に当たるジョン・フリート・エリオット (John Fleet Eliot) という人物によって明らかにされた。上述のようなタイトルの書物は存在せず、1860年にボストンの新聞に匿名で投書されたことから広まったということであった。

## 出版史

### ニューベリーの本

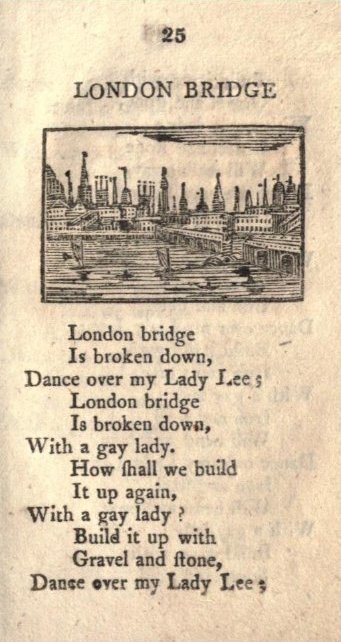
『トミー・サムの可愛い唄の本』（1744年刊）より、「ロンドン橋落ちた」の最初のページ

前述のように "Mother Goose" という言葉が童謡集の題名として用いられたのは、ジョン・ニューベリーが1780年に刊行した『マザーグースのメロディ』が最初である。同書は52篇の童謡を収めており、このうち23篇は（確認できる限りでは）この本が文献初出となっている。ただし、この52篇の中にはニューベリーと親しかった作家オリヴァー・ゴールドスミスの創作が相当数混じっているのではないかという説もある。なお、現存が確認できている最古の同書は1791年刊行のものである。

### クーパー
一方、現存最古のマザーグース集はと言えば、ロンドンで1744年5月に刊行されたポケット本 (7.6 x 4.4 cm) 、『トミー・サムの可愛い唄の本 (Tommy Thumb's Pretty Song Book)』がそれである（■画像あり）。この本は Vol.II（第2巻)と記されており、現物は確認されていないものの同1744年3月に出版されたらしい『トミー・サムの唄の本 (Tommy Thumb's Song Boo)』の続篇と考えられている。
『トミー・サムの可愛い唄の本』には39篇の童謡が収められており、そのなかには「めえめえ黒ひつじ」「ぼくたち、わたしたち」「てんとう虫、てんとう虫」「6ペンスの唄」「ロンドン橋落ちた」など、今日でもよく知られている童謡が確認できる。
編著者名は巻末に "Nurse Lovechild" と記載されているのみであるが、巻頭ページに出版者としてメアリー・クーパー (? - 1761) の名があり、編著者も恐らくは彼女であろうと考えられている。

### ハリウェル
19世紀半ばには、文献学者ジェームズ・ハリウェルの『イングランドの童謡 (Nursery Rhymes of England )』（1842年刊）により、数多くのマザーグースの童謡が渉猟された。それは初版で299、最終的には600あまりに上った。ハリウェルの集成はより学問的な方法に基づいており、個人の創作らしきものを注意深く排除し、集めた童謡を「歴史的」「文字遊び」「物語」など18の項目（初版では14）に分類したうえで解説と注釈を施している。この書物は同著者の『イングランドの俗謡と童話 (Rhymes & Nursery Tales of England )』（1849年）とともに、以後100年あまりの間イギリスの伝承童謡の唯一の典拠となっていた。

### オーピー夫妻
20世紀半ばになると、オーピー夫妻による集成『オックスフォード版 伝承童謡辞典 (Oxford Dictionary of Nursery Rhymes)』（1951年刊）、『オックスフォード版 伝承童謡集 (Oxford Nursery Rhyme Book)』（1955年刊）、『学童の伝承とことば (Lore and Language of Schoolchildren)』（1959年刊）が相次いで著され、これらが以降の時代におけるマザーグース集成の決定版と見なされるようになった。

## レパートリー

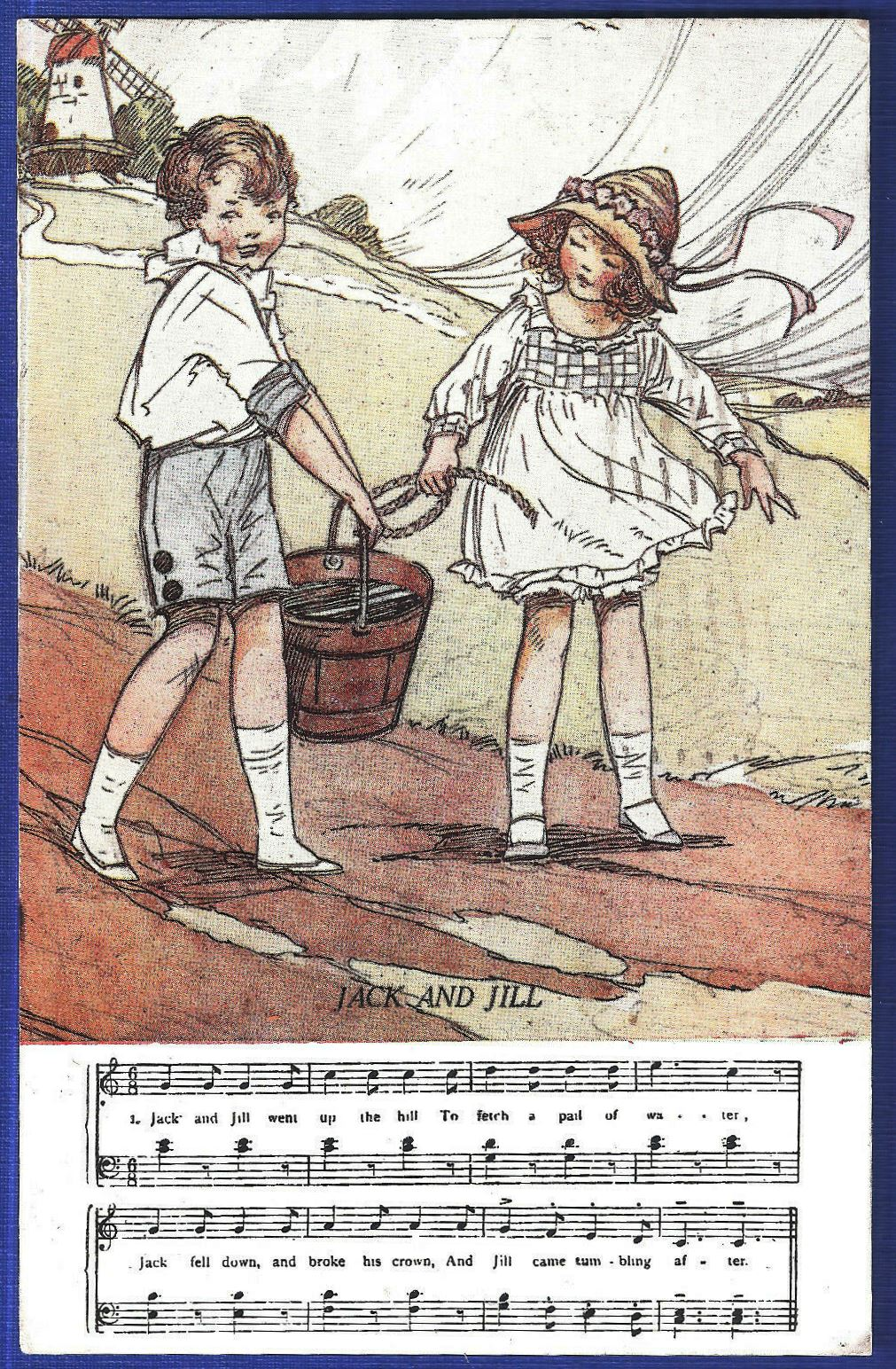
「ジャックとジル」 / ドロシー・M・ウィーラーの手になる1920年頃の水彩画。

前述のように19世紀のマザーグース集はすでに600を超える童謡を収録していたが、現代のマザーグース集の収録作を合わせ重複分を除くとその数は1000を超える。その種類も、「ハンプティ・ダンプティ」のようななぞなぞ唄 (riddle、cf. wikt)、「ハッシャバイ・ベイビー」のような子守唄 (lullaby, cf. wikt)、「ロンドン橋落ちた」のように実際の遊びに伴って唄われる遊戯唄 (game song)、「ピーター・パイパー」のような早口言葉 (tongue-twister, cf. wikt)、「ジャックとジル」のようなバラッド（物語歌、ballad、cf. wikt）、「これはジャックが建てた家」のように一節ごとに行が増える積み上げ唄 (cumulative song)、「月曜日に生まれた子供は」のような覚え歌（暗記歌、mnemonic rhyme）、そのほか、呪文・まじない (magic song) 、物売り口上、悪口歌、歳事歌、ナンセンス歌、それから、残酷な歌など、分類が困難なほど多様性に富んでいる。全体的な特徴としては、残酷さのあるものやナンセンスなものが多いということが挙げられる。また、マザーグースは「伝承童謡」と訳されているものの、実際には特定のメロディを持たないものも多く、メロディにのせて唄うためばかりでなく「読むための唄」「読んで聞かせる唄」の側面も強く持っている。

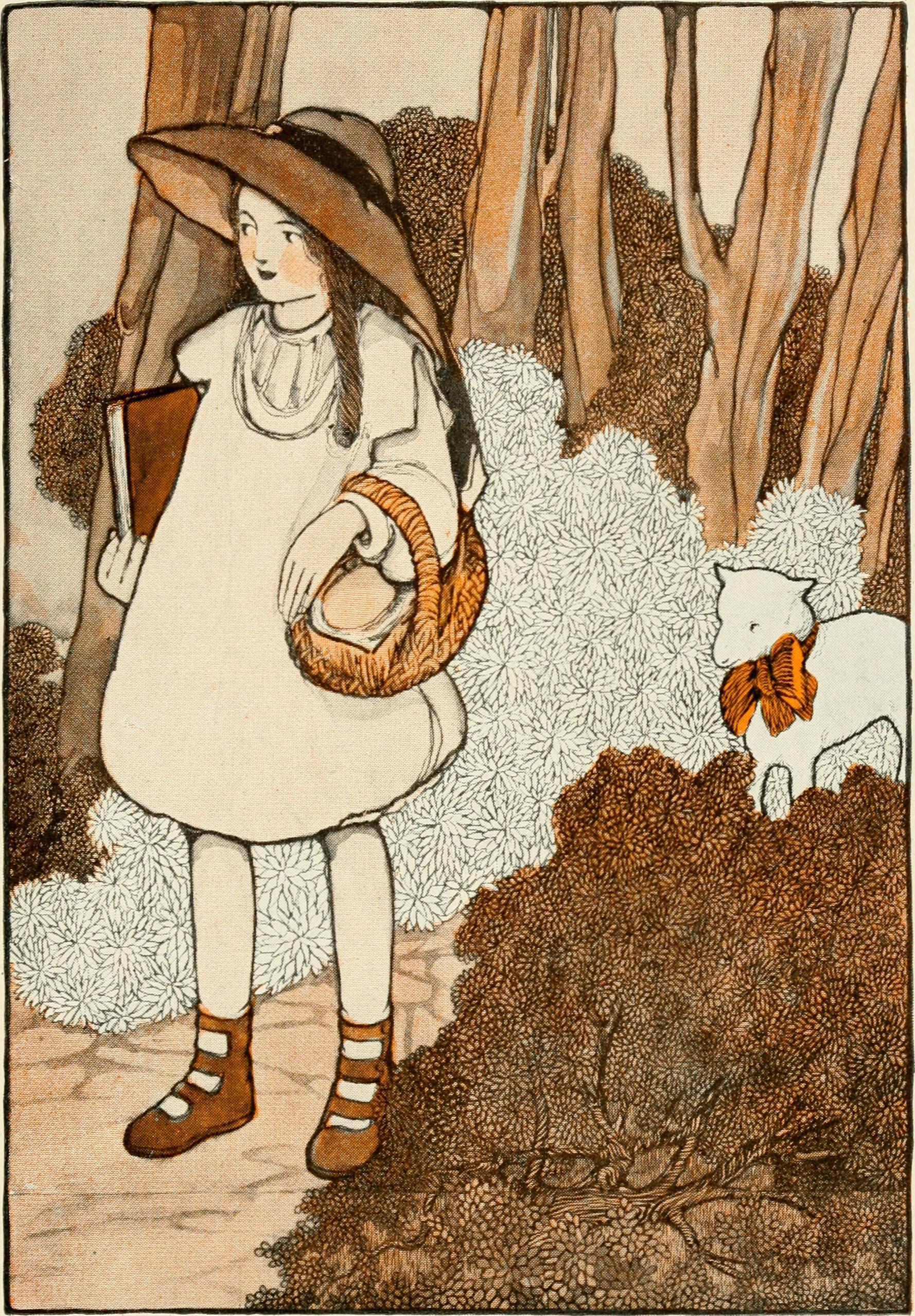
「メリーさんのひつじ」 / メアリー・R・バセットの手になる1911年の水彩画。

ナーサリーライムという名のとおり、脚韻（rhyme；ライム、wikt）を踏み、人気のマザーグースの「ハバードおばさん」のように、日本語に直訳すればまったく面白みがないナンセンス・ライムの魅力とその絶大な人気は、その世界を言葉で出力するのではなく、歌の脚韻を合わせることで奇妙な世界が次々と展開する面白さに起因する。また、脚韻だけではなく「ピーター・パイパー」のように頭韻 (alliteration) を使った歌もある。
マザーグースに数えられる童謡の多くはイギリス発祥であるが、「メリーさんのひつじ」のようにアメリカ発祥の著名なマザーグースもある。伝承であるために作者が分かっていないものも多いが、「きらきら星」や「10人のインディアン」のように、作者のはっきりしている新作童謡がのちに伝承化してマザーグースに加えられるケースもある。人物としてのマザー・グースを主題とした唄である「オールド・マザー・グース (Old Mother Goose)」は、もともとは1815年ごろに出版されたチャップブック向けの韻文物語であったものが、マザー・グースそのものが主題であったためによく親しまれて伝承化した例である。また、作者不明の古い唄には、羊毛に関する12世紀イングランドの諸政策あるいは15世紀の囲い込みを唄っているのではないかといわれる「めえめえ黒ひつじ」、16世紀イングランドにおけるヘンリー8世のイギリス宗教改革（カトリック修道院の解散を含む）とジェントリ（イギリスにおける新興中産階級）の誕生が背景にあるといわれる「ジャック・ホーナーくん」、エリザベス1世の死去に始まりイングランドとスコットランドの同君連合成立まで続いた1603年の対立を反映しているのではないかといわれる「ライオンとユニコーン」など、歴史的な出来事に関連して発生したと推測されているものもある。

## 大衆文化の中で
マザーグースはイギリスにおいては身分・階層を問わず広く親しまれており、このことを言い表すのに「上は王室から下は乞食まで」という言葉も使われる。王室関係者がマザーグースに親しんでいることを示す出来事として、ヴィクトリア女王（1819 - 1901、在位：1837 - 1901）が庶民の子供と「子猫ちゃん子猫ちゃん」を巡ってやりとりをしたというエピソードや、チャールズ3世 (1948 - ) が生まれた際、貴族院のメンバーが「月曜日に生まれた子供は」にちなんだ祝いの言葉を述べたというエピソードも伝えられている。庶民に親しまれている代表例としては、イギリス各地でいくらでも見つけることができるマザーグースの童謡の名前にちなんだ店名をもつパブがある。パブ「キャット・アンド・フィドル」とあれば、それは「ヘイ・ディドゥル・ディドゥル」の別名である。
マザー・グースの引用や登場人物、またそれにちなんだ言い回しは、近代から現代にいたる英米の社会において、新聞、雑誌、広告、小説、漫画、映画、ラジオ、テレビ、ポピュラーソングなど様々な分野のなかに広く見ることができる。文学においてはルイス・キャロルの『不思議の国のアリス』と『鏡の国のアリス』が物語のなかにマザーグースを用いたことでよく知られており、前者に「ハートの女王」、後者に「トゥイードルダムとトゥイードルディー」「ハンプティ・ダンプティ」「ライオンとユニコーン」を登場させ、いずれも個性的に描き出している。ほかにも、『メアリー・ポピンズ』『秘密の花園』『指輪物語』など、児童文学やファンタジーの古典にもマザーグースの引用例は多い。

### マザーグース・ミステリー
ミステリー/ミステリの分野では、「10人のインディアン」をモチーフとして連続殺人が行われるアガサ・クリスティの『そして誰もいなくなった』（イギリスにて1939年刊行）、「誰がこまどりを殺したの？」など4つの童謡の詩句に沿って連続殺人が行われるヴァン・ダインの『僧正殺人事件』（アメリカにて1929年刊行）などを初めとして、多数の「マザーグース・ミステリー / マザーグース・ミステリ」（cf. Category:マザー・グースを題材にしたミステリ）がある。

## 日本における受容

### 小サキ星ガ輝ク
既知で最初の日本語訳（および、日本の最初の日本語訳）は、村井元道の訳業で、出版者・三浦源助の下から1881年（明治14年）に出された自習書『ウヰルソン氏第二リイドル直訳』に所収の、「小サキ星ガ輝クヨ輝クヨ」で始まる「第14章 小サキ星ガ輝ク」であり、これは "Twinkle, twinkle, little star; Twinkle, twinkle, little star; " で始まる "Twinkle, Twinkle, Little Star "（現在の邦題：きらきら星）の直訳であった。
また、アメリカ人宣教師にして保育者・教育者でもあったアニー・ライオン・ハウ (1852 - 1943) は、幼児教育に関する教科書の無い時代にあってその作成に尽力したが、その活動の一環で撰して訳した『幼稚園唱歌』（1892年〈明治25年〉5月30日刊）は、マザーグースから採った「きらきら（現在の邦題：きらきら星）」と「我小猫を愛す」の2篇を所収しており、1987年の時点ではこれが日本における初訳とされていた。なお、2篇とも抜粋に抜粋を重ねて再構成した部分訳である。

### 夢二
明治の終わりから大正時代にかけては、画家で詩人の竹久夢二も翻訳あるいは翻案に取り組んでいる。夢二はおそらく添えられているイラストから興味を持ち始めて自分で訳すようになったものと考えられ、1910年（明治43年）11月刊行の画文集『さよなら』に収録した物語のなかに「誰がこまどりを殺したの？」の訳と「ロンドンへ（現在の邦題：子猫ちゃん子猫ちゃん）」を入れて以降、さまざまなマザーグースを訳出している。ただし夢二は翻訳であるという断りをいれずに訳して自分の創作詩といっしょに扱ったりしており、翻訳というより翻案に近いようなものもある。一例として1919年（大正8年）の自著である児童書『歌時計』に所収の「蜘蛛」（96 - 97頁）は「マフェットちゃん」に対応しているが、男の子ジャックが木の上から落ちてきた干葡萄（ほしぶどう）を食べようとしたところ蜘蛛だったという、オリジナルとは異なる展開になっており、これは今でいう二次創作の範疇にある。

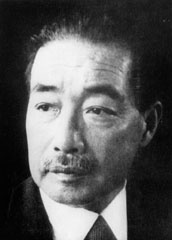
日本初のマザーグース訳集を出した北原白秋

### まざあ・ぐうす
初期の訳業で最も重要な人物は北原白秋で、大正時代に『まざあ・ぐうす』を出版している。白秋による訳は、まず児童雑誌『赤い鳥』の1920年（大正9年）1月号（同年1月刊行）に「柱時計」（原題：Hickory Dickory Dock、日本語別名：ヒッコリー・ディッコリー・ドック）と「緑のお家」（読み：みどりのおうち、原題：There Was a Little Green House）が掲載され、続けて同誌にマザーグースの様々な童謡が発表されていった。そして、明くる1921年（大正10年）の末（白秋36歳時）に纏められ、日本初のマザーグース訳詩集『まざあ・ぐうす』としてアルス社から刊行された。挿絵は恩地孝四郎が担当。この訳詩集では132篇を収録しており、『赤い鳥』に掲載されたものより滑らかな口語に直されている。上述の「柱時計」と「緑のお家」はそれぞれ「一時」と「くるみ」に改題したうえで掲載されている。

その後は英文学者で詩人の竹友藻風による『英国童謡集』が1929年（昭和4年）に出ている。これは学習者向けの対訳詩集で、87篇の訳を原詩とともに収めたものであるが、とりたてて反響はなかったものと見られる。

### 谷川発のブーム
『まざあ・ぐうす』からほぼ半世紀が過ぎた1970年（昭和45年）、リチャード・スカーリーの著書を谷川俊太郎が翻訳した絵本『スカーリーおじさんのマザー・グース』が中央公論社（現・中央公論新社）から出版された。谷川の翻訳は洗練された口語によるものであった。同書は50篇のみの訳出であったが、谷川はその後、1975年（昭和50年）から翌1976年（昭和51年）にかけて、177篇の訳を収めた『マザー・グースのうた』全5集を草思社より出版している。絵は堀内誠一が担当した。読みやすい谷川訳による『マザー・グースのうた』の出版には大きな反響があり、これをきっかけに日本におけるマザーグース・ブームが巻き起こった。

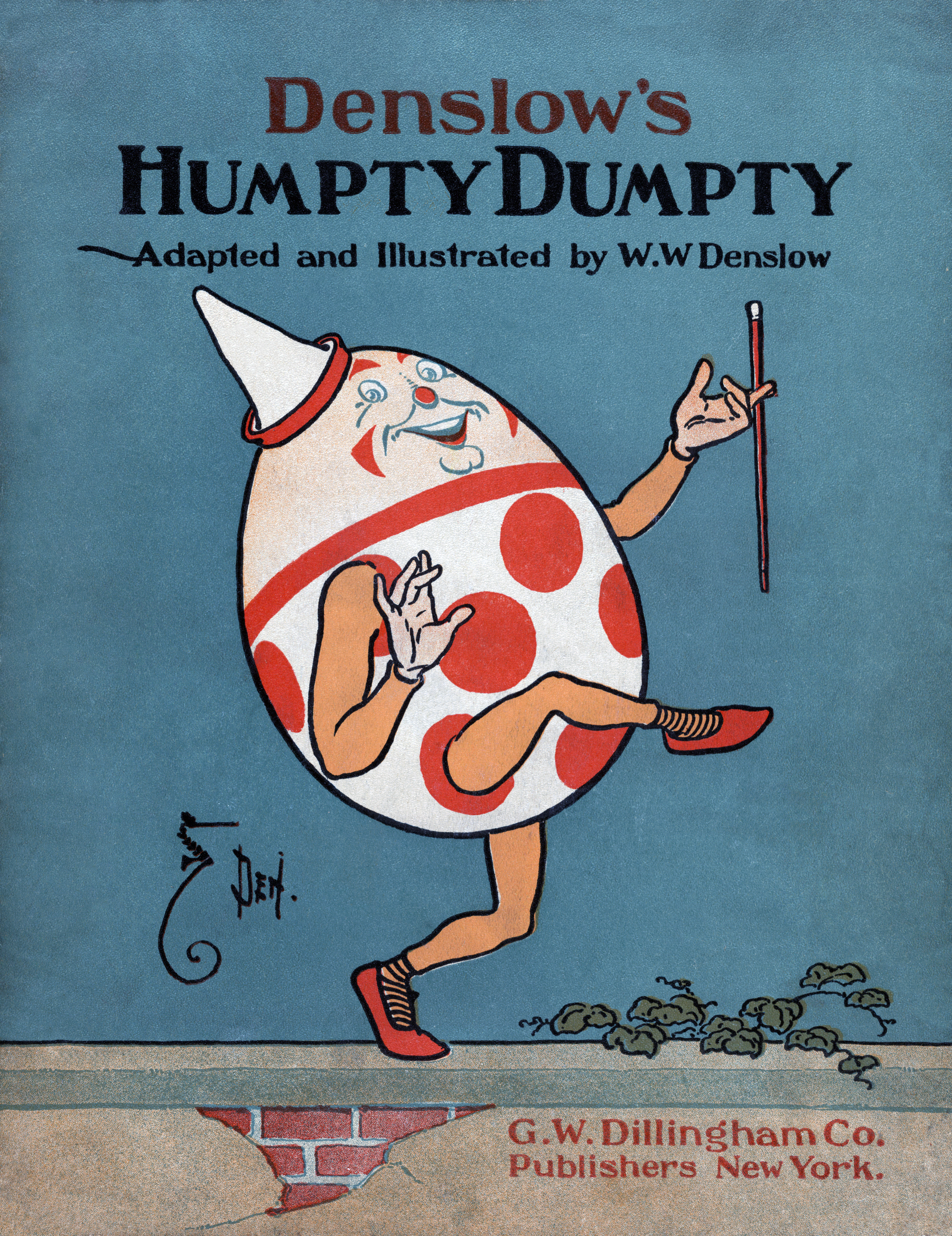
「ハンプティ・ダンプティ」 / デンスロウ画。

### 拡がるファン層
ブームは他の分野の読者層をも取り込む形で拡がりを見せる。1972年（昭和47年）から1976年（昭和51年）まで連載された萩尾望都の少女漫画『ポーの一族』は、全編を通して随所にマザーグースの詩の一節を用いたことで知られている（cf. ポーの一族#作品中のマザーグース）。小学館『別冊少女コミック』の1973年（昭和48年）1月号から連載が始まった「メリーベルと銀のばら」で「ハンプティ・ダンプティ」を扱ったのが嚆矢になっている。また、マザーグースを引用した1939年の作品であるアガサ・クリスティの『そして誰もいなくなった』がハヤカワ・ミステリ文庫（現・ハヤカワ文庫HM）の創刊第1弾として日本に紹介されたのは、1976年（昭和51年）4月のことであった。これら異なる分野ながらいずれも大いに人気を博した作品に重要な位置付けで取り上げられたことも、谷川俊太郎の訳業に始まるブームを後押ししたと見られている。
推理小説でいう「マザーグース・ミステリー」の、マザーグースの童謡さながらに一人また一人と殺されてゆく設定は、手毬唄の歌詞に沿って行われる童謡殺人を描く横溝正史の金田一耕助シリーズ『悪魔の手毬唄』（1957年〈昭和32年〉- 1959年〈昭和34年〉）などにも影響を与えた。

## 主なマザーグースの童謡一覧
ここでは、マザーグースの童謡のうち主なものを一覧形式で記載する。記載順は原語でのそれに準拠している。また、内容は原語名（英語名）・日本語名・解説・（あれば）音声ファイルの順で記載する。

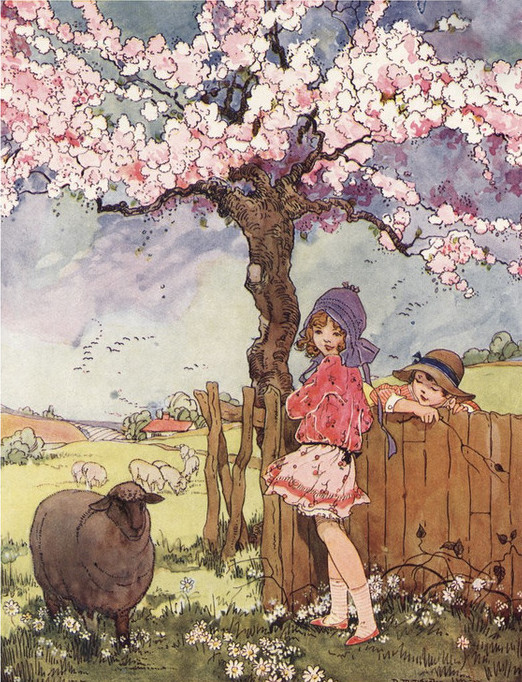
めえめえ黒ひつじ

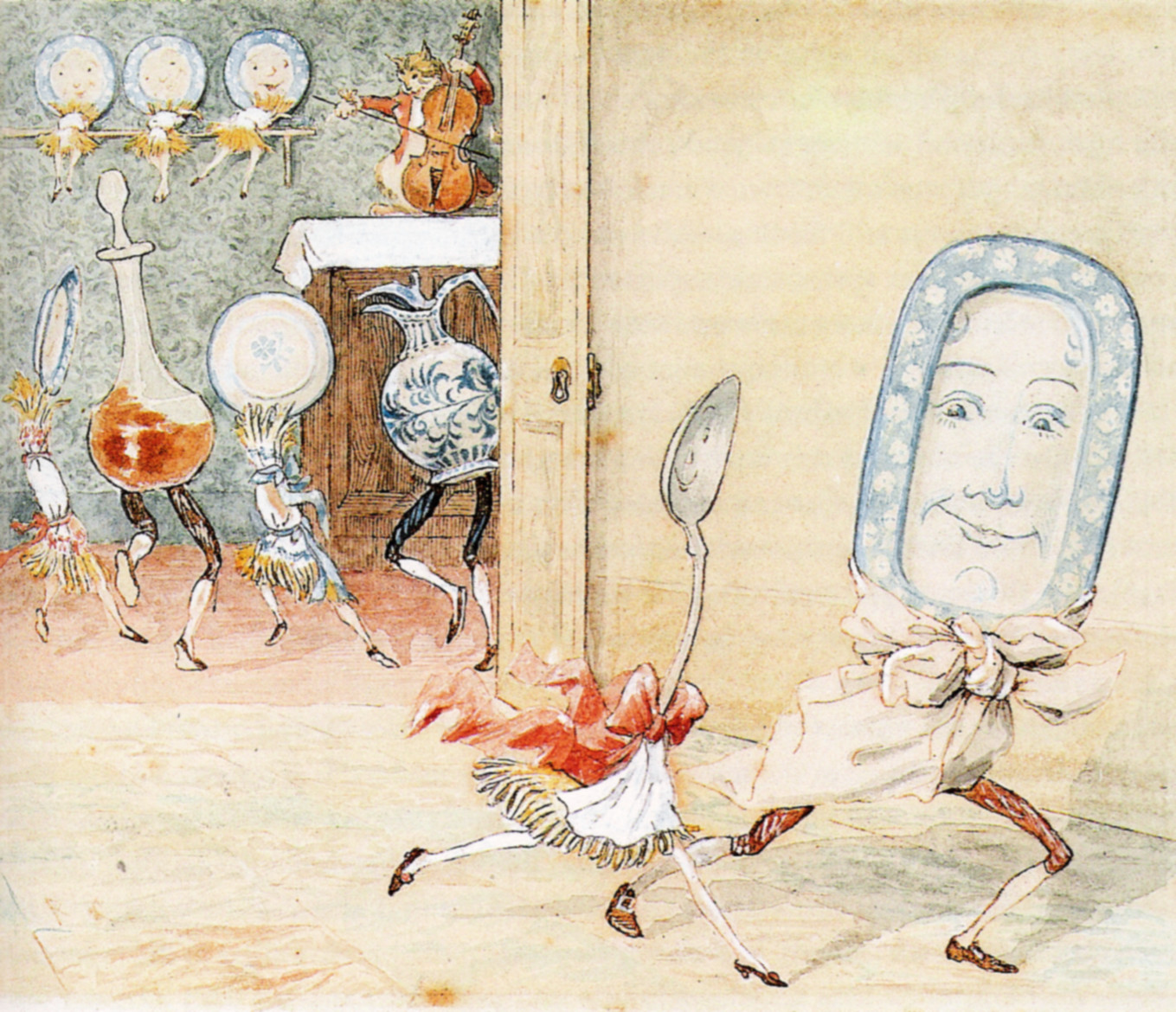
ヘイ・ディドゥル・ディドゥル

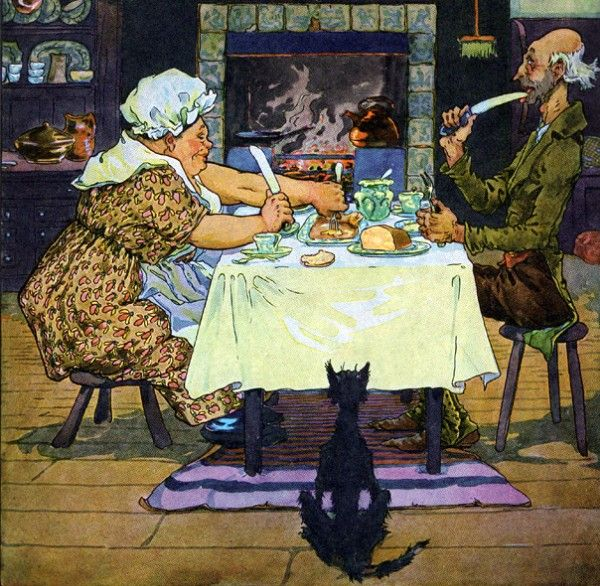
ジャック・スプラット（画:フレデリック・リチャードソン）

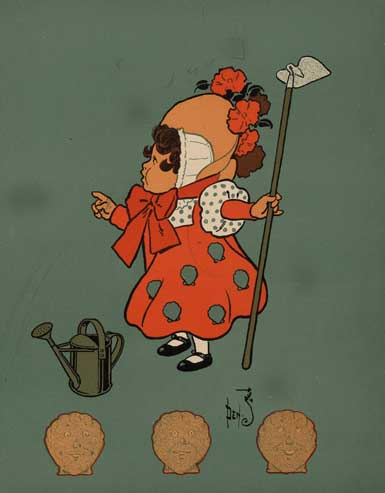
メアリー、メアリー、へそ曲がり（画:W.W.デンスロウ）

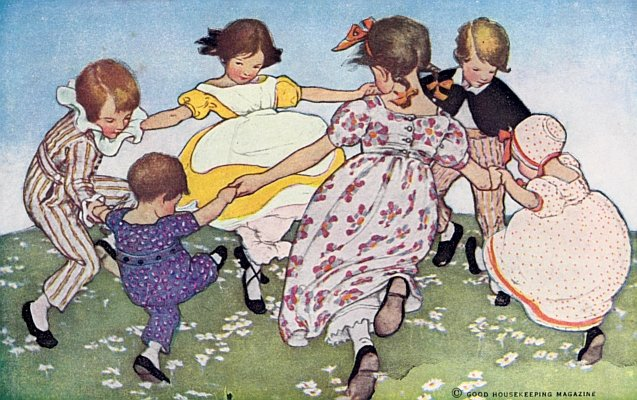
リング・ア・リング・オー・ローゼズ

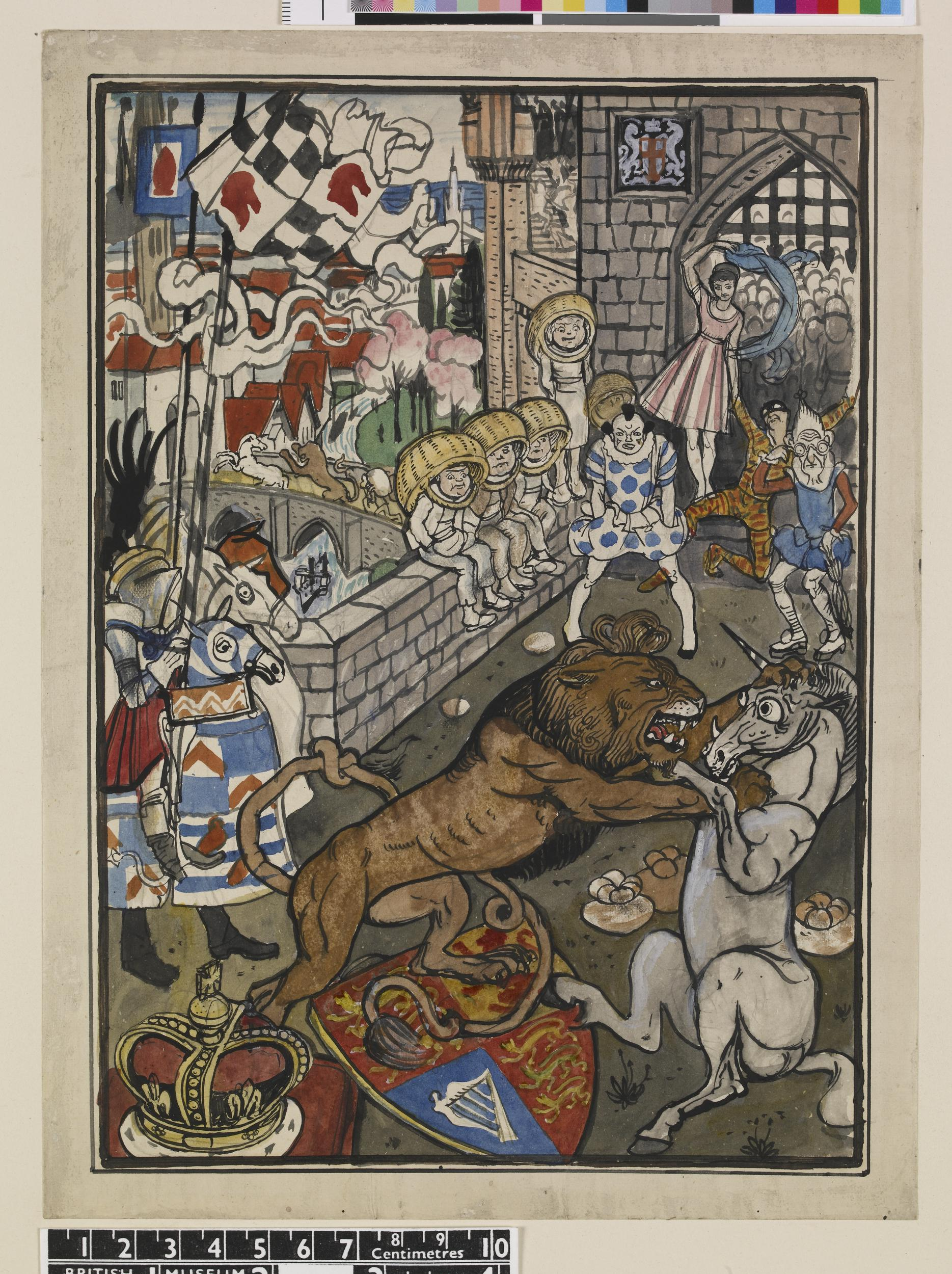
ライオンとユニコーン

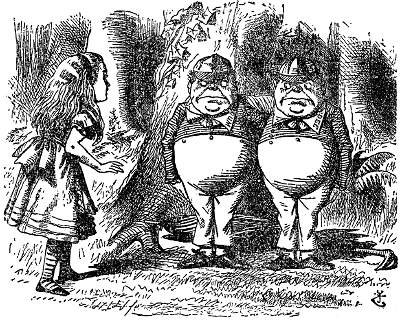
トゥイードルダムとトゥイードルディー

なお、「ロンドン初出」が多いのは、著述者および出版者の一大参集地であることに加えて、ハリウェルらロンドンを本拠とする編纂者の功績の大きさゆえの偏りである。ただ、ロンドンという地域性から生まれたものが無いわけではない。

  
- Apple Pie ABC アップルパイABC（英語版） [89]
  - 分類：アルファベットライム。
- Baa, Baa, Black Sheep めえめえ黒ひつじ
  - 1731年のイギリスに起源。1744年、ロンドン初出。■画像あり。 Play[ヘルプ/ファイル]
- Betty Botter ベティが買ったバター（英語版） [89]
  - キャロライン・ウェルズ作。20世紀半ばのアメリカ初出。オリジナルタイトルは "The Butter Betty Bought " で、日本語訳名はこちらに由来する。分類：早口言葉[90][89]。 Play[ヘルプ/ファイル]。
- Did You Ever See a Lassie? こんな子?見た?
  - スコットランド起源。1909年のニューヨーク市ブルックリンで初出。
- Georgie Porgie ジョージ・ポージ（英語版）
  - 1841年のイングランド初出。
- Girls and Boys Come Out To Play ぼくたち、わたしたち（英語版）
  - 1708年にダンスの本で文献初出。マザーグースとしては1744年にロンドンで初出。音声ファイル (en:music)。
- Here We Go Round the Mulberry Bush 桑の木の周りを回ろう（英語版）
  - 19世紀半ばのイギリス起源。ロンドン初出。音声ファイル (en:music)。
- Hey Diddle Diddle ヘイ・ディドゥル・ディドゥル（英語版）
  - "The Cat and the Fiddle（キャット・アンド・フィドル）"、"The Cow Jumped Over the Moon" ともいう。イングランド起源。1765年頃のロンドン初出。■画像あり。■右にもあり。音声ファイル (en:music)。
- Hickory Dickory Dock ヒッコリー・ディッコリー・ドック（英語版）
  - 1744年、ロンドン初出。音声ファイル (en:music)。
- Humpty Dumpty ハンプティ・ダンプティ
  - 1797年、ロンドン初出。分類：なぞなぞ唄。■画像あり。音声ファイル (en:music)。
- Hush-a-bye Baby ハッシャバイ・ベイビー（英語版）
  - 1765年頃のイングランド初出。分類：子守唄。
- I do not like thee, Doctor Fell フェル先生、ぼくはあなたが嫌いです（英語版）
  - 1680年、オックスフォード大学クライスト・チャーチ初出。
- Jack and Jill ジャックとジル（英語版）
  - 1765年頃のロンドン初出。分類：バラッド（物語歌）。■画像あり。 Play[ヘルプ/ファイル]
- Jack Sprat ジャック・スプラット（英語版）
  - 16世紀のイングランドに由来。1639年、チャールズ1世の収集品として初出。■画像あり。
- Ladybird Ladybird てんとう虫、てんとう虫（英語版）
  - イギリス起源。1744年のロンドン初出。分類：唱え言葉（呪文）。
- Little Jack Horner ジャック・ホーナーくん（英語版）
  - 1725年、ロンドン初出。■画像あり。
- Little Miss Muffet マフェットちゃん（英語版）
  - 1805年より少し前、イングランド（エセックスか）初出。■画像あり。
- Lizzie Borden リジー・ボーデン
  - 1892年の殺人事件報道が起源。1952年のブロードウェイ・シアター初演で成立。
- London Bridge Is Broken Down ロンドン橋落ちた
  - イングランド起源。古形は1657年（異説では1636年）のロンドン初出。ヘンリー・ケアリー（英語版）・バージョンは1725年初出。分類：遊戯唄。 Play[ヘルプ/ファイル]
- Mary had a little lamb メリーさんのひつじ
  - 1830年、アメリカのボストン起源で初出。■画像あり。 Play[ヘルプ/ファイル]
- Mary, Mary, Quite Contrary メアリー、メアリー、へそ曲がり（英語版）
  - 1744年のロンドン初出。
- Monday's Child 月曜日に生まれた子供は（英語版）
  - 1838年、ロンドン初出。分類：覚え歌（暗記歌）。
- Old King Cole コオル老王
  - 島のケルト起源。
- Old MacDonald Had a Farm ゆかいな牧場
  - アメリカ起源で1917年初出。 Play[ヘルプ/ファイル]
- Old Mother Goose オールド・マザー・グース
- Old Mother Hubbard ハバードおばさん（英語版）
  - 1805年、アメリカ初出。
- Oranges and Lemons オレンジとレモン
  - イングランド起源。1744年のロンドン初出。
  - 音声情報として、セント・クレメント・デーンズ（英語版）の時の鐘： Play[ヘルプ/ファイル]
- Peter Piper ピーター・パイパー
  - 1813年、イングランド初出。分類：早口言葉[90]。音声情報：Bryant Oden YouTube official channel [91]
- Pop Goes the Weasel いたちが飛び出した（英語版）
  - 18世紀ロンドン起源。1852年、ロンドン初出。 Play[ヘルプ/ファイル]
- Pussy Cat Pussy Cat 子猫ちゃん子猫ちゃん（英語版）
  - イングランド起源。1805年、ロンドン初出。
- The Queen of Hearts ハートの女王
  - 1782年、ロンドン初出。詩を彩るトランプのキャラクターとして月刊誌『ヨーロピアンマガジン（英語版）』から生まれた「ハートの女王」（■右に画像あり）は、ルイス・キャロルの児童小説『不思議の国のアリス』の登場キャラクター「ハートの女王」（■右に画像あり）のモデルとなることで一躍有名になり、それによって詩と共にマザーグースに採り込まれることになったと考えられる[92]。著名なマザーグース編纂者であるオーピー夫妻は、『ヨーロピアンマガジン』に掲載された詩がもっと古い童謡から採られたものである可能性を指摘している[93]。
- Ride a cock-horce to Banbury Cross 木馬に乗ってバンベリーへ行こう（英語版）
  - 18世紀前半のロンドン起源。1784年、ロンドン初出。
- Ring a Ring o' Roses リング・ア・リング・オー・ローゼズ
  - 近世イギリスもしくは近世ヨーロッパ起源。1881年、ロンドン初出。■画像あり。 Play Marlborough[ヘルプ/ファイル],  Yorkshire[ヘルプ/ファイル],  Sporle A[ヘルプ/ファイル],  Sporle B[ヘルプ/ファイル]
- She Sells Seashells 彼女は貝を売る
  - 分類：早口言葉[90][94]。音声情報：Bryant Oden YouTube official channel [95]。
- Sing a Song of Sixpence 6ペンスの唄を唄おう
  - シェイクスピアの『十二夜』由来。1744頃のロンドン初出。音声ファイル： (en:music)。
- Skip to My Lou スキップ・トゥ・マイ・ルー（英語版）
  - 1840年代のアメリカ起源。
- Solomon Grundy ソロモン・グランディ（英語版）
  - 1842年、ロンドン初出。
- Ten Little Indians 10人のインディアン
  - 1868年、アメリカ初出。音声ファイル： (en:music)。
- The Farmer in the Dell 小さな谷の農夫（英語版）
  - 1820年頃のドイツ初出。
- The Lion and the Unicorn ライオンとユニコーン
  - エリザベス1世の死去に始まりイングランドとスコットランドの同君連合成立まで続いた1603年の対立が起源か。
- There Was a Crooked Man 曲がった男（英語版）
  - 1842年のロンドン初出。
- There was an Old Woman Who Lived in a Shoe 靴にお婆さんが住んでいた（英語版）
  - 1794年、イングランド初出。
- The Old Woman and Her Pig おばあさんと豚
  - 分類：積み上げ唄[89]。
- This Is the House That Jack Built これはジャックが建てた家（英語版）
  - 1590年初出のハド・ガドヤーのハッガーダーに由来。1755年のロンドン初出。分類：積み上げ唄[89]。
- This Little Piggy この子豚ちゃん（英語版）
  - 1760年頃のイギリス初出。
- This Old Man ディス・オールド・マン（英語版）
  - 1906年頃のイギリス初出。
- Three Blind Mice 三匹のめくらのねずみ（英語版）
  - 1609年頃のイギリス初出。 Play[ヘルプ/ファイル]
- Tweedledum and Tweedledee トゥイードルダムとトゥイードルディー
  - 1805年のイングランドで初出・成立。
- Twinkle, Twinkle, Little Star きらきら星
  - 1806年のロンドン初出。新たに歌詞をつけた輸入曲で、元はフランス民謡。 Play[ヘルプ/ファイル]
- Wee Willie Winkie ウィー・ウィリー・ウィンキー
  - 1841年のスコットランド初出。
- What Are Little Boys Made Of? 男の子って何でできてる?
  - 1820年頃のカンバーランド初出。
- Who killed Cock Robin? 誰がこまどりを殺したの?
  - 起源については、北欧神話の神バルドル説、イングランド王ウィリアム2世の故事説（10世紀）、ロビン・フッド説（中世）、ロバート・ウォルポール首相の失脚劇説（1742年）がある。古形は1744年のロンドンで初出・成立。現在の形は1770年初出。

## 歴史的文献
ここでは、マザーグースの歴史に深く関連した文献等について、補足的に記述する。
- Perrault, Charles (01 January 1978) [1729] (English). Histories, or Tales of Past Times (Hardcover, Faks. av orig.-uppl., 1729 ed.). New York City: Dissertations-Garland.  OCLC 925385044, ISBN 0824022556, ISBN 978-0824022556.

※ロバート・サンバーの英訳本の再版本。
- Rackham, Arthur (illustrator) (15 April 2015) [1913] (English). Mother Goose - The Old Nursery Rhymes - Illustrated by Arthur Rackham (Paperback ed.). Pook Press.  ISBN 144650011X, ISBN 978-1446500118.

※アーサー・ラッカムの画集。

## 関連文献
- 原作者不詳、スズキコージ（絵） 著、北原白秋 訳『まざあ・ぐうす』KADOKAWA〈角川文庫 緑 120-4［き 2-1］〉、2002年5月（原著1976年5月1日）。OCLC 37368049、ISBN 4-04-112004-7、ISBN 978-4-04-112004-0。
  - 原作者不詳、スズキコージ（絵） 著、北原白秋 訳『まざあ・ぐうす』復刊ドットコム、2014年6月14日（原著1976年5月1日）。

OCLC 881422469、ISBN 4-8354-5100-7、ISBN 4-8354-5100-7。
- リチャード・スカーリー 著、谷川俊太郎 訳『スカーリーおじさんのマザー・グース』中央公論社（現・中央公論新社）、1970年。
- 原作者不詳、堀内誠一（絵） 著、谷川俊太郎 訳『マザー・グースのうた 全5集』草思社、1988年7月28日（原著1975年）。

ISBN 4-7942-0226-1、ISBN 978-4-7942-0226-0。
- 谷川俊太郎訳、和田誠絵、平野敬一監修『マザー・グース』1 - 4、講談社文庫

1. 1981年7月15日、ISBN 4-06-133148-5
2. 1981年8月15日、ISBN 4-06-133149-3
3. 1981年9月15日、ISBN 4-06-133150-7
4. 1981年10月15日、ISBN 4-06-133151-5